# Nadia Zétouani
Nadia Zétouani, née le 3 janvier 1970, est une athlète marocaine.

## Carrière
Nadia Zétouani est médaillée de bronze du 400 mètres haies aux Jeux méditerranéens de 1991 et médaillée d'argent du 400 mètres haies aux Jeux méditerranéens de 1993. Elle est médaillée d'argent du 400 mètres haies aux Championnats d'Afrique de 1992, et médaillée de bronze du relais 4 × 400 mètres aux Jeux de la Francophonie 1994.
Aux Championnats panarabes de 1995, elle obtient l'argent sur 400 mètres et le bronze sur 400 mètres haies. Aux Jeux panarabes de 1997, Nadia Zétouani remporte la médaille d'or du 400 mètres et du 400 mètres haies.
Elle est championne du Maroc du 400 mètres en 1991, 1993 et 1995 et du 400 mètres haies en 1994, 1997 et 1998.